# Håvard Bentdal Ingvaldsen
Håvard Bentdal Ingvaldsen (né le 21 septembre 2002) est un athlète norvégien spécialiste du 400 mètres.

## Biographie
il se classe troisième des championnats d'Europe juniors 2021. cette même année, il obtient son premier titre national en plein air.
Le 15 juin 2023 lors des Bislett Games à Oslo, il porte le record de Norvège à 44 s 86, battant d'un centième de seconde le record de Karsten Warholm établi en 2017. Fin juin à Chorzów, il remporte l'épreuve du 400 m des championnats d'Europe par équipes en 44 s 88, signant un nouveau record de la compétition. Il améliore le record de Norvège le 20 août 2023 lors des championnats du monde de Budapest en 44 s 39 et se rapproche à 6 centièmes du record d’Europe datant des championnats du monde de 1987.

## Palmarès
| Date | Compétition                   | Lieu     | Résultat | Épreuve | Temps   |
| ---- | ----------------------------- | -------- | -------- | ------- | ------- |
| 2021 | Championnats d'Europe juniors | Tallinn  | 3e       | 400 m   | 46 s 70 |
| 2023 | Jeux européens                | Chorzów  | 1er      | 400 m   | 44 s 88 |
| 2023 | Championnats d'Europe espoirs | Espoo    | 1er      | 400 m   | 45 s 13 |
| 2023 | Championnats du monde         | Budapest | 6e       | 400 m   | 45 s 08 |

## Records
| Épreuve | Marque       | Lieu     | Date         |
| ------- | ------------ | -------- | ------------ |
| 400 m   | 44 s 39 (NR) | Budapest | 20 août 2023 |